# Antoine Frédéric Spring
Antoine Frédéric Spring (Gerolsbach, Baviera, 8 de abril de 1814 - Lieja, 17 de enero de 1872) fue un médico, botánico, pteridólogo, micólogo, y explorador germano-belga.

## Biografía
Estudió botánica y medicina en la Universidad de Múnich, obteniendo su PhD en 1835 y su habilitación médica al año siguiente. De 1839 a 1872 fue profesor en la Universidad de Lieja, inicialmente en los campos de la fisiología y la anatomía, y luego enseñó en patología y medicina interna.
Como botánico, se especializó en investigaciones de Lycopodiaceae (licopodios) Selaginellaceae, y nomenclatura binomial de numerosas especies de ambas familias. Su herbario personal es hoy resguardado en el herbario de la Universidad de Lieja.

## Algunas publicaciones
- «Monographie des Lycopodiaceae et des Selaginellaceae» en Mémoires de l’Académie des Sciences de Belgique 1841

## Honores
- Busto de Antoine Spring, por Jules Halkin, en Colecciones artísticas de la Universidad de Lieja

### Eponimia
Género
- (Apocynaceae) Springia Van Heurck & Müll.Arg.[5]

y numerosas especies.
- La abreviatura «Spring» se emplea para indicar a Antoine Frédéric Spring como autoridad en la descripción y clasificación científica de los vegetales.[6]